# Soltvadkert
Soltvadkert är en mindre stad i Ungern.

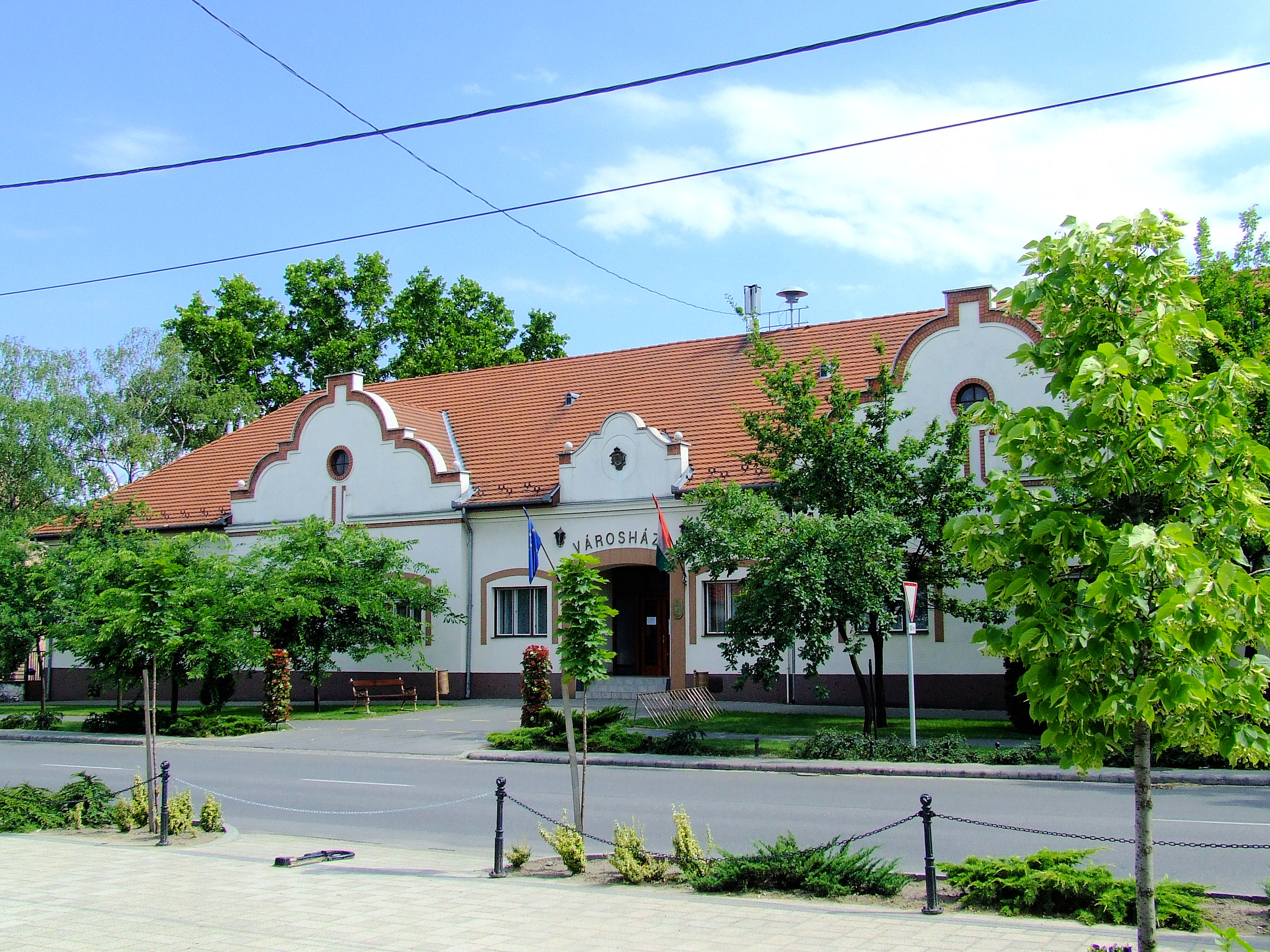
Stadshuset i Soltvadkert.